# Thomas Harrison
Thomas Harrison (1606 – Londra, 13 ottobre 1660) è stato un generale inglese.
Si schierò con il Parlamento nella guerra civile inglese. Nel corso dell'Interregno inglese era un leader della Quinta monarchia. Fu Harrison che, manu militari, pose fine al Lungo Parlamento quando esso minacciava di prendere il sopravvento. Dopo la Restaurazione fu condannato a morte per regicidio e nel 1660 venne giustiziato attraverso impiccagione, sventramento e squartamento.